# Sandford Brook
Der Sandford Brook ist ein Wasserlauf in Oxfordshire, England. Er entsteht am westlichen Rand von Henwood und fließt westlich von Wootton in südlicher Richtung, bis er westlich von Abingdon in den River Ock mündet.